# Luděk Čajka
Luděk Čajka (* 3. November 1963 in Český Těšín; † 14. Februar 1990 in Košice) war ein tschechoslowakischer Eishockeyspieler, der als Verteidiger spielte.

## Karriere
Seine Karriere begann er in der Saison 1982/83 beim TJ Gottwaldov. Dort spielte er drei Jahre, bevor er zum HC Dukla Jihlava wechselte. Für die tschechoslowakische Eishockeynationalmannschaft spielte er unter anderem bei der Eishockey-Weltmeisterschaft 1987. Ebenfalls 1987 nahm er am Iswestija-Pokal und am Canada Cup teil. In diesem Jahr war auch die NHL auf ihn aufmerksam geworden und so wurde Čajka beim NHL Entry Draft 1987 von den New York Rangers als 115. gezogen.
Er blieb jedoch in seiner Heimat und kehrte dort zur Saison 1987/88 zum TJ Gottwaldov zurück. Čajka verletzte sich am 6. Januar 1990 im Eishockeyspiel in Košice zwischen dem VSŽ Košice und seinem Team TJ Gottwaldov derart schwer, dass er nach zweimonatigem Koma seinen Verletzungen erlag. Er war beim Versuch, als Verteidiger an den Puck zu gelangen, um ein Icing zu verhindern, gecheckt worden und schlug mit dem Kopf an der Bande auf. Dieser Unfall war einer der Gründe, in Europa und international das Touch-Icing abzuschaffen.
Čajka absolvierte insgesamt 59 Länderspiele und erzielte dabei 3 Tore. In Erinnerung an Luděk Čajka trägt die Eishockeyhalle des HC Zlín seit 1990 den Namen Zimní stadion Luďka Čajky. 2017 wurde Čajka postum in die Tschechische Eishockey-Ruhmeshalle aufgenommen.